# 萨西亚河岸

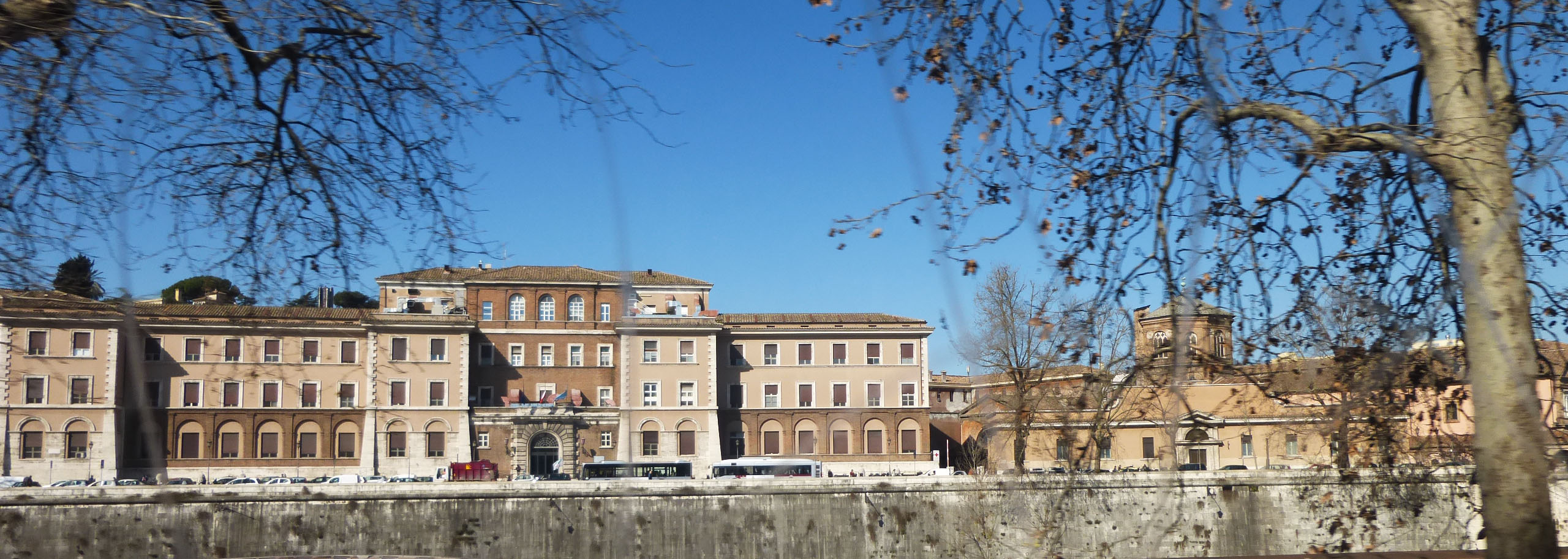

萨西亚河岸（Lungotevere in Sassia）是意大利罗马博尔戈区的一段台伯河岸，连接罗韦雷广场与圣庇护十世街。
河岸得名于利奥城墙内的撒克逊人社区。市议会于1887年7月20日命名。
沿着河岸坐落着宏伟的萨西亚的圣神医院建筑群及其教堂，旁边有一个现代化的医疗中心。